# ABC 80
ABC 80 var en persondator från svenska elektroniktillverkaren Luxor AB. Den lanserades 1978 och såldes till mitten av 1980-talet av Luxor – inledningsvis även av Scandia Metric – när persondatorrevolutionen precis kommit igång med andra persondatorer som Commodore PET, Apple II och TRS-80. Själva datorkonstruktionen gjordes av Dataindustrier AB med hölje, tangentbord och skärm från Luxor.
ABC 80 uppfattades inte vare sig av företaget eller användarna som en hemdator, eftersom denna beteckning när den dök upp runt 1982 betecknade datorer utan skärm och kringutrustning som kunde anslutas till en vanlig TV. ABC 80 med sin avancerade 4680-buss och specialbyggda monitor räknades inte dit.
ABC 80 slutade tillverkas i slutet av 1985.

## Uppbyggnad
Namnet ska utläsas ”Advanced Basic Computer for the 1980s”. ”80” relaterar även till processornamnet – den byggde på 8-bits mikroprocessorn Zilog Z80 från Zilog och hade 16 kB RAM samt 16 kB ROM, vilket rymde en tolk för en egen dialekt av programspråket BASIC.
Program och datafiler kunde sparas på kassettbandspelare och senare på diskettstation. För hantering av diskettenheten användes ett eget diskoperativsystem, ABC-DOS, och senare även CP/M. Datorns operativsystem var integrerat med BASIC-interpretatorn. Förutom i BASIC kunde programmering ske indirekt i maskinkod i form av datalistor i BASIC som kunde lagras och exekveras.
Monitorn var en svart-vit TV som modifierats för ändamålet och visade vit text på svart bakgrund. På 80-talet försökte man lansera ABC 80 som en hemdator utan monitor men med en adapterlåda som gjorde att man kunde koppla in en vanlig TV. Skärmupplösningen var samma som till Text-TV och Teledata – 40 tecken och 24 rader. Högupplöst grafik saknades, men när man skrev ut ett speciellt kontrolltecken visades resten av raden i grafiskt läge, där sex pixlar per tecken kunde styras (2 på bredden, 3 på höjden). Eftersom kontrolltecknet tog upp en teckenplats per rad gav detta en maximal grafikupplösning på 78 × 72 pixlar. Detta grafikläge stöddes även av speciella Basic-kommandon, SETDOT och CLRDOT, som gjorde att användaren kunde arbeta med grafiken pixelvis. Även denna grafik var tagen från Text-TV/Teledata-standarden.
Ljudet genererades av ett Texas Instruments SN76477-chip. De inställningar man kunde göra för att styra ljudet var mycket få, vilket i praktiken begränsade ljudet till ett litet antal ljudeffekter.
För anslutning av kringutrustning såsom skrivare, fanns en RS-232-port. ABC 80 byggde på Dataindustriers datorbuss 4680 och kunde därför anslutas till alla de styr- och mätkort som utvecklats för deras tidigare produkt DataBoard 4680. Därigenom blev ABC 80 och dess efterföljare ofta en komponent i industriella styrsystem inom fabrik och processindustri.

## Utvecklingen av ABC 80
Karl-Johan Börjesson på Scandia Metric var den som fick idén att tillverka en svensk persondator. Börjesson hade varit i USA år 1969 på en IEEE-konferens och sett mikrodatorteknikens potential, och man började snart att importera och sälja datorn Alpha LSI som tillverkades av Computer Automation i USA. Scandia Metric sålde cirka 1 000 av dessa datorer i Sverige speciellt till skolor för utbildning i datateknik, delvis som en OEM-produkt åt Facit, Cybernetic, Elektronlund och Datasaab.

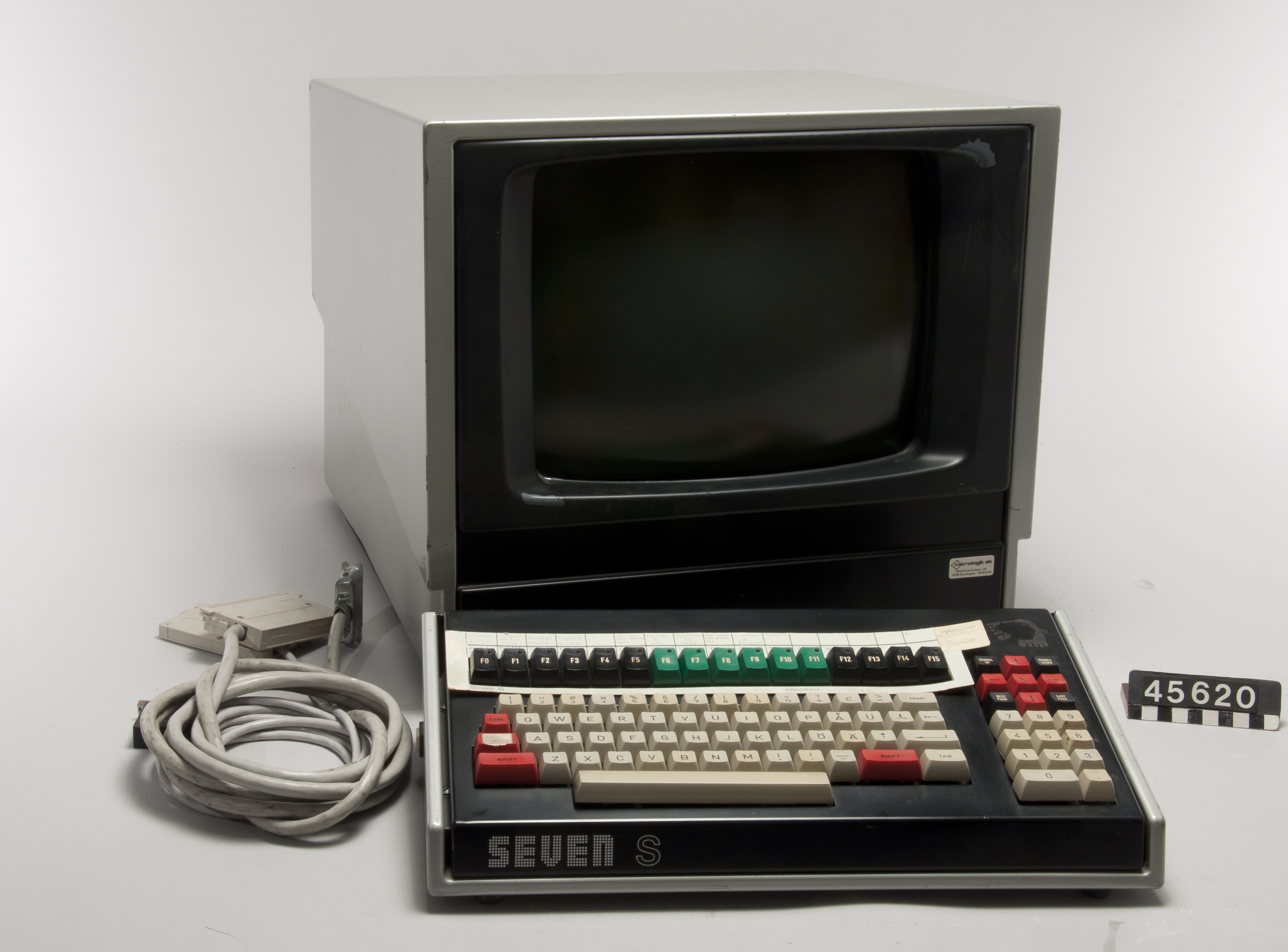
Seven S var en produkt baserad på Dataindustriers 4680-buss, och konstruktionen var mycket snarlik ABC 80 (ur Tekniska museets samlingar)

År 1977 hade Scandia Metric ett stort behov av en ny efterträdare till skoldatorn Alpha LSI. Börjesson åkte då åter till USA och köpte en Tandy TRS-80 men tyckte att datorn inte passade de tillämpningar han såg, och han kunde heller inte garantera de volymer Tandy krävde för att exportera datorn: Scandia Metric skulle vara tvungna att förbinda sig att köpa minst 5 000 datorer för att få agentur för TRS-80. Han kontaktade då Lars Karlsson på Dataindustrier AB (DIAB) som han visste hade konstruerat datorerna DataBoard 4680 och Seven S. Dataindustrier var också företagets största kund på mikroprocessorer eftersom Scandia Metric importerade och sålde CPU:n Z80. Gunnar Markesjö som var lektor på KTH visade också stort intresse: han hade år 1976 författat en lärobok om Alpha LSI i samarbete med Scandia Metric. Scandia Metric och DIAB ansåg sig ha kompetensen att konstruera datorn men saknade tillverkningskapaciteten.
Förutom själva tillverkningskapaciteten för elektronik kunde Scandia Metric och Dataindustrier inte tillverka bildskärmar. Man sökte en samarbetspartner och hade att välja mellan Facit, Philips och Luxor. Facit fick inte tillverka datorer på grund av en antikonkurrensklausul i kontraktet med Datasaab efter att de sålt utvecklingen av minidatorn D12/D15, och Philips ansågs vara ett för stort och långsamt företag. Till följd av detta kom Luxor in i bilden och fick senare huvudrollen. Luxor tillverkade sedan tidigare bildskärmar åt Stansaabs terminal Alfaskop. Bengt Lönnqvist och Nils Grändås från Luxor besökte Scandia Metric den 2 februari 1978 för att diskutera tillverkning av en terminalskärm, men mötet kom att handla om tillverkningen av hela datorn.
Den 16 februari hölls ett uppföljande möte där samtliga verkställande direktörer för inblandade företag deltog. Man beslutade vid detta första projektmöte att 5–10 prototyper skulle vara klara i mitten av maj och leveranser av den färdiga produkten skulle börja ske i början av november, till ett pris under 5 000 kr. Dataindustrier skulle stå för alla utvecklingskostnader av själva datordelen i utbyte mot 200 kr per såld maskin för sin del av arbetet. Man köpte också in Apple II, Commodore PET och Tandy TRS-80 för utvärdering. Den 27 februari bildades en styrgrupp för projektet "hemdator-80" HD-80 med Börjesson, Karlsson och Alf Björklund, och Bengt Lönnqvist tillsattes som projektledare. I mars bildades en projektgrupp med 10 personer på Luxor under Bengt Lönnqvist. Vid en omröstning i projektgruppen byttes projektnamnet till ABC 80. Andra namnförslag var PC-80 (personal computer 80), PD-80 (persondator 80), Elvira, Swea, Pearl och Ideal.
I slutet av juli hade man producerat tre prototyper som fanns på Scandia Metric, Luxor och hos lektor Gunnar Markesjö som fått i uppdrag att skriva en lärobok för datorn. Dessa prototyper tycktes fungera bra.
I augusti skrev Scandia Metric och Luxor ett avtal som gick ut på att Luxor skulle leda projektet och ansvara för formgivning, produktion och underhåll av produkten, liksom för framtida vidareutveckling. Scandia Metric skulle producera dokumentation, handböcker, diskettenhet och skrivare, samt programmera en rad olika demonstrationsprogram.
Utvecklingen av ABC 80 tog 6 000 mantimmar (c:a 4 manår) och kostade totalt 1,2 miljoner kronor i dåtidens penningvärde.

## Utvecklingen av kringutrustning och konflikter mellan företagen
När ABC 80 lanserades fanns ingen kringutrustning att köpa. Datorn bestod av tangentbord med mikrodatorn inuti samt Luxors specialutvecklade bildskärm. Först under 1979 blev den specialutvecklade kassettbandspelaren klar: tidigare fick kunderna helt enkelt använda vanliga musikbandspelare.
Utvecklingen av kringutrustning så som diskettenhet och skrivare med mera fördröjdes under 1979 och ledde till samarbetssvårigheter mellan företagen. Scandia Metric hade svårt att utveckla diskettenheten FD-2 på grund av överhettning och i maj fick Dataindustrier istället leverera DataDisc 80, som tillverkades av Sattco. DataDisc 80 kunde initialt lagra 80 KB per skiva, och Sattco planerade flera uppföljare i konkurrens med Scandia Metric. Den skrivare (P 40) som Scandia Metric tagit fram var så dålig att Luxor valde att anpassa en Centronicsskrivare till ABC 80 men även dessa hade för låg kvalitet.
På grund av problemen med kringutrustning slutade samarbetet mellan Scandia Metric och Luxor att fungera. Andra faktorer som knäckte samarbetet var att Luxor började utveckla programvara trots att detta enligt avtalet skulle utföras av Scandia Metric, och att Luxors försäljare började göra intrång på den marknad som enligt avtalet mellan företagen tillhörde Scandia Metric, exempelvis skolor och större företag. Scandia Metric började också exportera ABC 80 till det tyska företaget Techno-Term som utvecklat ett kortsystem med teknik som konkurrerade med DataBoard 4680, vilket ledde till att samarbetet mellan Scandia Metric och Dataindustrier sprack.
Luxor hade även samarbetsproblem med Dataindustrier, framför allt på grund av att Gunnar Wedell valts in i Luxors styrelse. Wedell var VD för Datasaab och ansåg att ABC 80 var så lik Seven S, som nu sålts till Datasaab, att det såg ut som att Dataindustrier sålt samma dator två gånger: en gång till Datasaab och en gång till Luxor och Scandia Metric. Detta löste sig då det visade sig att Datasaab var helt ointresserade av att sälja eller vidareutveckla Seven S samtidigt som det fanns en klausul i avtalet mellan Dataindustrier och Datasaab som tillät att Dataindustrier utvecklade en bildskärm till DataBoard 4680, vilket i princip var ABC 80. Samarbetet mellan Luxor och Dataindustrier fortsatte, men både Luxor och Dataindustrier hade fjärmat sig från initiativtagaren Scandia Metric.

## Prestanda
För att jämföra ABC 80 med andra samtida persondatorer gjorde Mikrodatorn år 1982 ett prestandatest med hjälp av åtta korta BASIC-program med namnen BM1 till BM8 från den amerikanska tidningen Kilobaud Magazine som även användes för test i den brittiska tidningen Personal Computer World för test av nya datorer. Resultatet var att ABC 80:s semikompilerande BASIC-interpretator visade sig snabbare än de flesta andra BASIC-dialekter i andra populära datorer, i synnherhet vid heltalsaritmetik. Jämförelsen mellan ABC 80 och andra populära maskiner följer nedan (tidangivelsen är i sekunder: ju lägre desto bättre):
| Dator              | CPU   | [MHz]     | BM1 | BM2  | BM3  | BM4  | BM5  | BM6  | BM7  | BM8 |
| ------------------ | ----- | --------- | --- | ---- | ---- | ---- | ---- | ---- | ---- | --- |
| ABC 80 Heltal      | Z80   | 3         | 0.3 | 1.1  | 3.5  | 3.5  | 3.6  | 5.8  | 9.3  | 65  |
| ABC 80 Flyttal     | Z80   | 3         | 1.0 | 2.1  | 11.0 | 11.0 | 12.5 | 17.5 | 24.0 | 130 |
|                    |       |           |     |      |      |      |      |      |      |     |
| IBM PC             | 8088  | 4.77      | 1.5 | 5.2  | 12.1 | 12.6 | 13.6 | 23.5 | 37.4 | 35  |
| Apple III          | S6502 | 2         | 1.7 | 7.2  | 13.5 | 14.5 | 16.0 | 27.0 | 42.5 | 75  |
| VIC-20             | 6502  | 1.108     | 1.4 | 8.3  | 15.5 | 17.1 | 18.3 | 27.2 | 42.7 | 99  |
| ZX81 i "fast mode" | Z80   | 3.25      | 4.5 | 6.9  | 16.4 | 15.8 | 18.6 | 49.7 | 68.5 | 229 |
| C64                | 6510  | 0.98-1.02 | 1.4 | 10.5 | 19.2 | 20.0 | 21.0 | 32.2 | 51.6 | 116 |

Tabellen illustrerar att ABC 80 var upp till 4,7 gånger snabbare än IBM PC vid heltalsaritmetik och upp till 2,5 gånger snabbare vid flyttalsaritmetik. På grund av en begränsning i exponentialfunktioner var ABC 80 långsam i testprogrammet BM8. (Bristen åtgärdades i ABC 800.) Jämfört med den billigare Sinclair ZX81 var ABC 80 15 gånger snabbare på att exekvera BM1, trots att ZX81 körde i "snabb mod" med grafiken avstängd.

## Kringutrustning
Under 1979 kom kassettbandspelaren och den första diskettenheten till ABC 80, och under 1980 följdes dessa av mera kringutrustning, delvis utvecklad av oberoende tillverkare utanför Luxor och Dataindustrier. De viktigaste var:
- Bandstation
- Fristående 4680-bussexpansion med kortplatser, senare kallad ABC 890
- Diskettenheter (samtliga använde 4680-bussen):
  - FD2 (2 × 80 KB, 5 1/4") från Scandia Metric (1979) samt efterföljaren FD2D (2 × 160 KB, 5 1/4")
  - DataDisc 80 (DD 80, 2 × 80 KB, 5 1/4") från Dataindustrier AB (1979) som även hade plats för fem expansionskort av 4680-typ
  - DataDisc 82 och 84, identiska med DD 80 men högre diskettkapacitet (2 × 160 KB respektive 2 × 320 KB, 5 1/4") (1980)
  - MX2 2 × 160 KB 5 1/4" Dataindustrier AB (1980)
  - DataDisc 86 från Dataindustrier AB (DD 86, 2 × 500 KB, 8") (1980)
  - DataDisc 88 från Dataindustrier AB (DD 88, 2 × 1 MB, 8") (1980)
- Minnesexpansion
  - 32KB expansion direkt på maskinen (MyAB)
- Grafik
  - 80-teckensexpansion (CAT ingenjörsbyrå)
  - Färggrafik
- Datornätverk:
  - CAT-net (CAT ingenjörsbyrå) med stöd för upp till 32 datorer, 16 skivminnen och 4 skrivare
- CP/M-expansionskort (MyAB)

## Marknadsföring
Den 24 augusti 1978 visades datorn upp för pressen på Industrihuset i Stockholm. Uppvisningen filmades av Sveriges television och kom med i nyhetssändningen den kvällen, och datorns lansering noterades även i Dagens industri, Automation och Modern Elektronik.
För att sälja datorerna förlitade sig både Luxor och Scandia Metric på sina etablerade försäljningskanaler: Luxor hade ett 50-tal radio- och TV-handlare i hela landet som skulle sälja till privatpersoner och mindre företag, varav ett 30-tal visade intresse att ta in produkten. Scandia Metric sålde direkt till skolor och stora industriföretag samt ELFA AB som man redan hade en etablerad relation med. Redan innan slutet av 1978 hade 200 ABC 80-datorer levererats.
Luxor AB hamnade i finansiella svårigheter under 1979 och hade därför svårt att leverera så många datorer som beställts, och man låg flera månader efter med beställningarna. I slutet av februari hade man levererat 900 ABC 80, 1 000 fanns i order och 2 000 förfrågningar. Mot sommaren 1979 nådde man slutligen en punkt där man kunde lägga maskiner på lager istället för att direkt skicka alla exemplar vidare till kunder. Tillverkningskostnaden per dator var drygt 2 000 kr och priset från Luxor till återförsäljare var 4 600 kr utom till Scandia Metric som köpte datorerna för 3 200 kr, därtill behövde återförsäljarna betala 200 kr per maskin till Dataindustrier i Royalty. I slutet av december 1979 hade man sålt 6 300 ABC 80 vilket var 140 % av budgeten.
Gunnar Markesjö och andra författare hade publicerat tre böcker om hur ABC 80 skulle användas: Bruksanvisning till ABC 80, Mikrodatorns ABC, och ABC om BASIC. För att skapa förtroende och öka efterfrågan på datorerna var det viktigt att det fanns mjukvara och kompetens på att använda ABC 80 i Sverige. Luxor annonserade därför efter datakonsulter som kunde hjälpa företag att anpassa ABC 80 både med hårdvara och mjukvara för att lösa olika praktiska tillämpningar, och skapade en aktiv kommunikation med utvecklarna. I slutet av 1979 fanns det c:a 100 oberoende mjukvaruleverantörer och 10 hårdvaruleverantörer som arbetade med ABC 80. Luxor satsade 10 % av marknadsföringsbudgeten på annonser och sponsrade återförsäljare med halva annonskostnaden när dessa annonserade om ABC 80. Man tog även aktiv roll i att koppla samman återförsäljare och utvecklingskonsulter.
I slutet av 1979 var ABC 80 den populäraste svenska persondatorn, med betydligt större marknadsandel än Commodore PET, Apple II eller Tandy TRS-80. Det har uppskattats att Luxor vid detta tillfälle behärskade 70–80 % av den svenska marknaden för persondatorer.

## Inflytande
Som svensk dator med svensk programvara erövrade ABC80 snabbt en stor del av datormarknaden i Sverige, på arbetsplatser och användes ofta som skoldator. Den hamnade även i många hem, eftersom priset, under 10 000 kr, var överkomligt. Programmering för användbara applikationer blev så enkelt för vanliga användare att massor av program spreds. 
ABC-klubben sände via närradio i Stockholmsområdet ut små program. Det var bara att spela in på band, stoppa in i bandspelaren till sin dator och sedan köra.

## Volymer
Tabellen visar antalet sålda ABC 80 per år från 1978 till slutet av 1985. Därefter lade Luxor ned produktionen av ABC 80 eftersom den inte längre lönade sig. Totalt såldes alltså cirka 33 000 ABC 80 mellan 1978 och 1985.
| År      | Antal (cirka) | Källa  |
| ------- | ------------- | ------ |
| 1978    | 200           | [ 5 ]  |
| 1979    | 6 300         | [ 12 ] |
| 1980    | 5 000         | [ 15 ] |
| 1981    | 11 000        | [ 16 ] |
| 1982    | 3 000         | [ 1 ]  |
| 1983    | 4 000         | [ 17 ] |
| 1984    | 2 500         | [ 18 ] |
| 1985    | 1 300         | [ 19 ] |
| Totalt: | 33 300        |        |

## Efterföljare

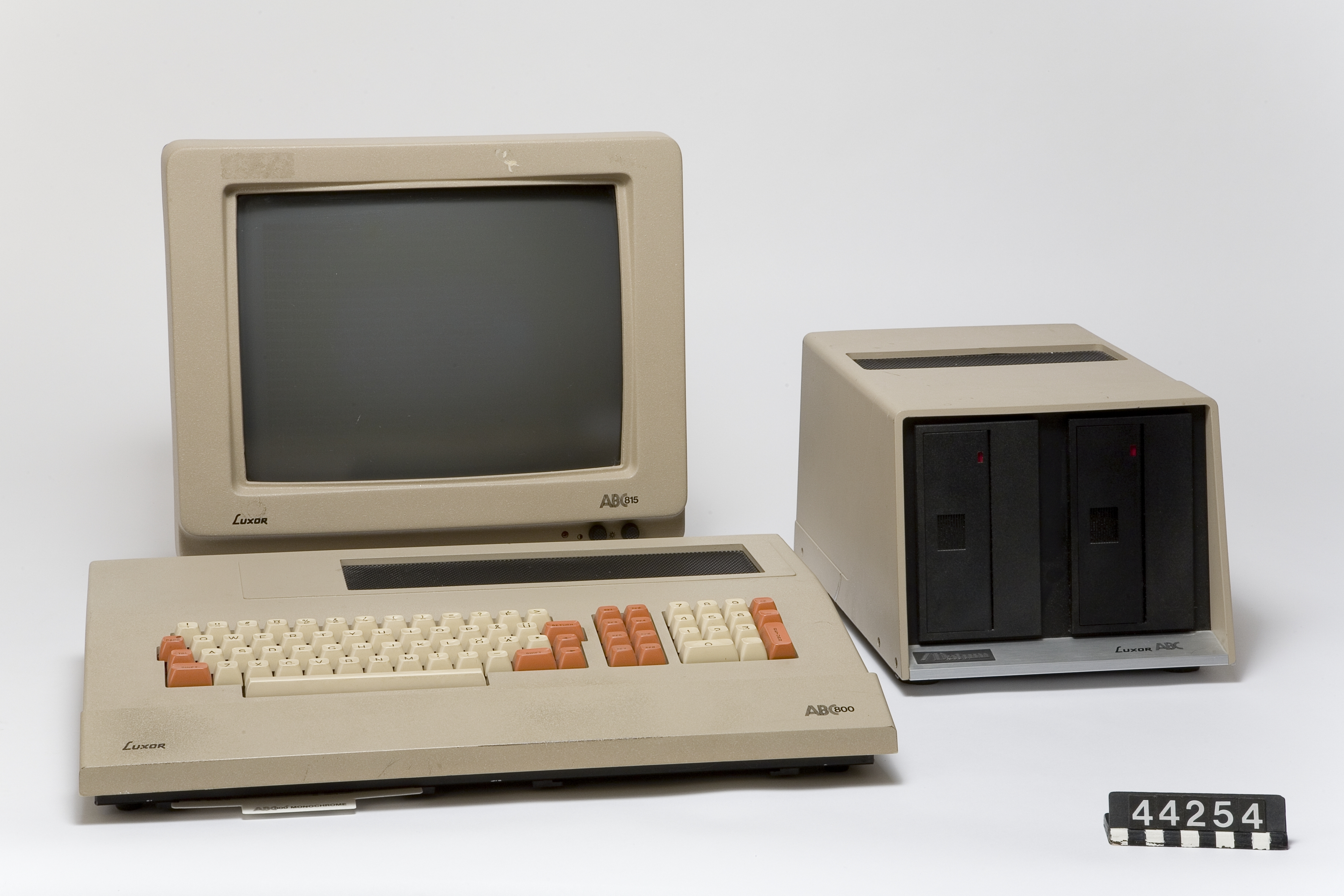
Luxor ABC 800 persondator

Redan från början stod det klart att ABC 80 behövde utvecklas till en förbättrad modell för kontorsbruk, under arbetsnamnet X2. Projektledare för X2 var Bengt Lönnquist på Luxor. Denna var ursprungligen planerad att introducerats under 1980 med 40-teckens bildskärm och färggrafik. Utvecklingen av X2 släpade efter och Dataindustrier hade redan 1979 introducerat ännu en efterföljare kallad X3, och internt på Luxor fanns även planer på en skolprodukt Läxor avsedd för skolor. X2 kom att bli ABC 800 och X3 som skulle haft produktnamnet ABC 900 blev aldrig klar innan Luxors ägare Nokia Data lade ner ABC-serien. ABC 800 utvecklades i samarbete med Dataindustrier, men Scandia Metric vad vid det här laget reducerade till en försäljningpartner för ABC 80.
ABC 800 introducerades i april 1981 vid en pressvisning på Hotell Sheraton i Stockholm, med högre prestanda för kontorsändamål, 80-kolumners skärm, och färggrafik.

## Böcker om ABC 80
För studium av elektroniken i en ABC 80 finns boken Mikrodatorns ABC av Gunnar Markesjö. Den innehåller kopplingsscheman för hela datorn med funktionsbeskrivningar in i minsta detalj och förklaringar till varför olika lösningar valdes.

## Program och spel för ABC 80
Många av datorns program finns bevarade i ABC-klubbens mjukvaruarkiv, med källkod skriven i BASIC.
- Ariadne – labyrintspel. Hitta vägen genom varuhuset IrBeMa.
- Boccia – textbaserat
- Break Out
- Dot Race – bilspel, upp till fyra deltagare (på samma tangentbord).
- Gambit
- Glipp – en Pac Man-klon.
- Grottan
- Häng Me’
- Masken[21] – blir längre för varje sockerbit.
- Månlanda
- "Månsson" – ett populärt men primitivt flipperspel.
- Othello
- Schack
- Stickan – 21 stickor, dra 1-3 varje gång, den som tvingas ta sista stickan förlorar.
- Teddy – avancerad ordbehandlare som såldes av Liber som insticksmodul.[22]
- Tic-Tac-Toe – Tre i rad
- Uppsjö